# Икпеба, Виктор
Ви́ктор Но́са Икпе́ба (англ. Victor Nosa Ikpeba) — нигерийский футболист. Олимпийский чемпион 1996 года, лучший футболист Африки 1997 года, участник двух чемпионатов мира.

## Карьера

### Клубная
Профессиональную карьеру начал в нигерийском клубе «ЭйСиБи Лагос». В 1989 году, он хорошо проявил себя на юношеском чемпионате мира и был вместе с Сандеем Олисе куплен бельгийским «Льежем». Быстро став одним из лидеров в бельгийском клубе Икпеба вскоре перешёл во французский «Монако», в составе которого провёл лучшие годы своей карьеры. В 1997 году, за свои успехи в составе «Монако» он был признан лучшим футболистом Африки. В 1999 году Икпеба перешёл в дортмундскую «Боруссию», но там его карьера не заладилась и вскоре после конфликта с главным тренером Маттиасом Заммером, он перешёл на правах аренды в испанский «Реал Бетис». Не сумев закрепиться и в испанском клубе, Икпеба сменил ещё несколько не самых сильных клубов, но так и не смог вернуться на прежний уровень. Виктор Икпеба завершил свою карьеру в 2005 году.

### В сборной
В составе национальной сборной с 1992-го по 2002-й годы Виктор Икпеба провёл 30 матчей и забил 3 гола. В составе сборной Икпеба стал Олимпийским чемпионом в 1996 году и выиграл Кубок африканских наций в 1994 году. Икпеба был в составе сборной Нигерии на ЧМ-1994 и ЧМ-1998.

## Достижения

### Клубные
Льеж
- Обладатель Кубка Бельгии (1): 1990

Монако
- Чемпион Франции: 1997
- Обладатель Суперкубка Франции (1): 1997

Аль-Иттихад
- Чемпион Ливии (1): 2003

Сборная Нигерии
- Олимпийский чемпион (1): 1996
- Победитель Кубка африканских наций (1): 1994

### Личные
- Футболист года в Африке (1): 1997